# Schriften der Welt

Schriftsysteme der Welt

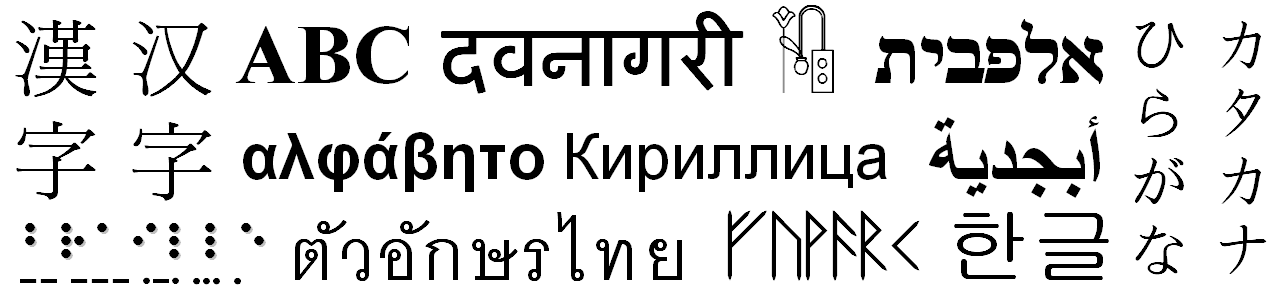
Ausgewählte Schriften in ihren Eigenbezeichnungen
Linker Block:
das Wort Hanzi (chinesische Schriftzeichen, von oben nach unten) links in Langzeichen, daneben in Kurzzeichen; darunter Braille in Braille, ganz unten Morse in Morsezeichen
Rechter Block: japanische Silbenschriften
• Linke Seite (von oben nach unten): Hiragana in Hiragana
• Rechte Seite (von oben nach unten): Katakana in Katakana
Mittlerer Block:
• Obere Zeile: ABC in lateinischer Schrift, rechts daneben Devanagari in Devanagari-Schrift,
Schesch (= Schreiberpalette) in ägyptischen Hieroglyphen, rechts davon Alefbet in hebräischer Schrift
• Mittlere Zeile: alphawito in neugriechischer Schrift, Kirilliza in kyrillischer Schrift, Abdschadiyya in arabischer Schrift
• Untere Zeile: Tua Akson Thai in Thai, Futhark in älteren Runen, Hangeul in koreanischer Schrift

Die Schriften der Welt lassen sich nach der Art der jeweils verwendeten Schriftsysteme in unterschiedliche Schriftregionen einteilen. Die Einteilung stimmt gemäß der These „Das Alphabet folgt der Religion“ (David Diringer) weitestgehend mit den Einflussgebieten der Weltreligionen überein. So lässt sich in etwa sagen, dass katholisch und evangelisch beeinflusste Regionen in lateinischer Schrift schreiben, christlich orthodoxe Regionen in kyrillischer oder griechischer Schrift und islamische Regionen in arabischer Schrift. Das indische Schriftsystem wanderte mit dem Buddhismus nach Südostasien, die chinesische Schrift über die Vermittlung durch chinesische Mönche nach Korea und Japan. Jedoch ist die Geschichte der Schrift viel älter als die großen Religionen der Gegenwart. Nicht nur Religionen waren Wegbereiter der Schriften, sondern auch andere Strömungen der Geistesgeschichte und die sich ausbreitende Bildung.

## Naher Osten
Im Bereich des Fruchtbaren Halbmondes entstanden ab dem 4. Jahrtausend v. Chr. die frühesten Schriftsysteme der Welt. In Mesopotamien, in einem Gebiet zwischen Euphrat und Tigris, begann die Geschichte der Schrift in Stadtstaaten. Die Schrift entwickelte sich dort zur Keilschrift (Wortschrift und Silbenschrift). Jünger sind die verschiedenen altägyptischen Schriften. Auch wenn die ägyptische Hieroglyphenschrift auf den ersten Blick wie eine Bilderschrift aussieht, war sie doch nicht weit davon entfernt, eine Buchstaben- oder zumindest Konsonantenschrift zu werden. Konsonantenschriften sind auch die hebräische und die arabische Schrift. Wer in diesen Schriften liest, muss sich die Vokale selbst hinzudenken. Die Punktuationen, die in beiden Sprachen verwendet werden, finden nur bei Kinderbüchern und religiösen Schriften Verwendung.

### Keilschrift
Etwa um 3300 v. Chr. entstand in Sumer in Mesopotamien zunächst eine Bilderschrift, bestehend aus rund 900 Piktogrammen und Ideogrammen, die in Ton geritzt wurden. Im sumerischen Uruk wurden ca. 2700 v. Chr. die ersten Tontafeln mit Keilschrift hergestellt. Diese ersten schriftlichen Aufzeichnungen stellen keine Mythen oder Versdichtungen dar, sondern sind in erster Linie landwirtschaftliche Listen und Tabellen, die als Gedächtnisstütze für die Buchführung und als Informationen über die soziale Verwaltung des Reiches verstanden werden können. Durch die Aufzeichnungen wird deutlich, dass die Sumerer sowohl Eigentumsurkunden als auch ein Rechensystem und Zahlungsmittel einführten und darüber hinaus mit Zinsen und Darlehen umgehen konnten. Die Keilschrift wurde über einen Zeitraum von mehr als 3000 Jahren zum Schreiben mehrerer Sprachen verwendet.
Siehe auch: Akkadisch, Assyrisch, Babylonisch, Hethitisch

### Altägyptische Schriften

#### Hieroglyphenschrift
Die frühesten Hieroglyphenfunde im Alten Ägypten stammen aus dem Zeitraum um 3000 v. Chr., es ist aber nicht gesichert, ob die Schrift nicht schon früher entstand. Bis ca. 390 n. Chr. bleibt die Schrift im Wesentlichen erhalten, die Anzahl der verwendeten Zeichen erhöht sich aber von etwa 700 auf erstaunliche 5000.
Die Hieroglyphenschrift besteht, wie die Piktogramme der Keilschrift aus der gleichen Zeit, aus stilisierten Zeichnungen. Sie unterscheidet sich aber von ihr insofern, als die einzelnen Zeichen die Lautung der gesprochenen Sprache wiedergeben. Dadurch können mit ihrer Hilfe sowohl konkrete als auch abstrakte Realitäten dargestellt werden. Landwirtschaftliche und medizinische Texte werden ebenso niedergeschrieben wie Texte zu Erziehungsfragen, Gebete, Legenden, Rechtstexte und verschiedenartige Literatur. Die Hieroglyphenschrift erlaubt eine enorme Vielfalt und Originalität, weil sie drei Arten von Zeichen enthält:
- Piktogramme, die stilisierte Bildzeichen für Objekte und Lebewesen darstellen, die in spezieller Zeichenkombination aber auch Gedanken ausdrücken können,
- Phonogramme, oft dieselben Zeichen, die aber Laute kennzeichnen, und
- Determinative, Zeichen, die eine Unterscheidung zwischen Piktogrammen und Phonogrammen deutlich machen.

#### Hieratische Schrift
Die hieratische Schrift ist eine mit der Hieroglyphenschrift eng zusammenhängende Kursivschrift, die ab dem 3. Jahrtausend v. Chr. in Ägypten bis in die Mitte des 1. Jt. n. Chr. verwendet wurde und die als eigentliche Schrift des alten Ägypten gelten darf. Geschrieben wurde sie mit einem Pflanzenstängel (Binse) und Rußtusche auf verschiedenen Materialien: Papyrus, Ostraka aus Kalkstein oder Ton, Leinen, Leder, stuckierte Holztafeln, Stelen, Grab- oder Tempelwände u. a. m. Es finden sich auch in Stein geritzte hieratische Texte. Die hieratische Schrift konnte im Gegensatz zu den Hieroglyphen immer nur von rechts nach links geschrieben werden.

#### Demotische Schrift
Die demotische Schrift ist eine aus dem Hieratischen abgeleitete Schrift, die von etwa 650 v. Chr. bis 450 n. Chr. im Alten Ägypten Anwendung fand. Sie ist eine Kursivschrift, die von rechts nach links geschrieben wird und schwierig zu lesen ist, da sie viele ähnliche Zeichen und Ligaturen enthält. Auch wandelte sich die anfängliche Form schnell und individuell.
Die demotische Schrift ähnelt im System der ägyptischen Hieroglyphenschrift. Es gibt Phonogramme (Ein- und Mehrkonsonantenzeichen), wobei – anders als bei den Hieroglyphen – einige der Einkonsonantenzeichen spezielle Formen am Wortanfang aufweisen. Auch können im Demotischen einige der Phonogramme auch für Vokale stehen, so insbesondere bei der Schreibung von Fremdwörtern. Man gebraucht dabei etwa den Konsonanten w auch zur Schreibung von u und o und den Konsonanten j auch zur Schreibung von i. Weiter gibt es Determinative sowie Wortzeichen, von denen viele durch Fusion ursprünglicher Zeichensequenzen in älteren ägyptischen Schriftarten entstanden sind. In der Römerzeit verminderte sich jedoch durch den Gebrauch alphabetischer Zeichen das Zeicheninventar.

#### Koptische Schrift
Seit dem 1. Jahrhundert n. Chr. wurden in Ägypten einige Texte in der griechischen Schrift verfasst, die als altkoptische Schrift bekannt ist. Sie enthält demotische Zusatzbuchstaben für bestimmte, dem Griechischen fremde Laute.
Nach der Christianisierung Ägyptens im 3./4. Jahrhundert wurden die älteren ägyptischen Schriften, also die Hieroglyphen, das Hieratische und die demotische Schrift vollständig aufgegeben. Die in Ägypten lebenden Christen verfassten ägyptische Texte nun in einer modifizierten Form der griechischen Schrift, die nun als koptische Schrift bezeichnet wird. Seit das Koptische als Umgangssprache vom Arabischen verdrängt wurde, ist die koptische Schrift nur noch in der Koptischen Kirche für liturgische Zwecke in Verwendung.

### Nordwestsemitische Konsonantenschriften
Eine Konsonantenschrift ist ein Schriftsystem, in dem nur oder primär Zeichen für Konsonanten verwendet werden. Konsonantenschriften werden vor allem in semitischen Sprachen benutzt, da deren Grundstruktur auf die Darstellung von Vokalen im Schriftbild verzichten kann, ohne Verständnisschwierigkeiten oder Mehrdeutigkeiten zu verursachen.

#### Ugaritische Schrift
Die ugaritische Schrift war ab dem Ende des 14. Jahrhunderts oder dem Beginn des 13. Jahrhunderts v. Chr. im Stadtstaat Ugarit bis zu dessen Untergang im frühen 12. Jahrhundert v. Chr. in Gebrauch. Sie ist formal eine Keilschrift, hat aber die Struktur einer Konsonantenschrift und weist die gleiche Alphabetordnung auf wie das phönizische Alphabet.

#### Phönizische Schrift
Der Ursprung der phönizischen Schrift ist bis heute ungeklärt, sie wurde spätestens im 11. Jahrhundert v. Chr. von den Phöniziern verwendet. Nach einer Theorie entwickelte sich diese neuartige Schrift aus einer schrittweise umgewandelten Keilschrift; eine andere These besagt, dass sich die phönizischen Zeichen aus dem Demotischen abgeleitet hätten. Andere sehen in den protosinaitischen Schriftzeichen deren Ursprung.

#### Hebräische Schrift
Im 2. Jahrhundert n. Chr. legten Rabbinen die bis heute im Hebräischen übliche hebräische Quadratschrift als kanonisch für heilige Texte fest. So wurden die größten Teile des Alten Testaments auf Hebräisch niedergeschrieben. Die ältesten Schriftfunde des Hebräischen Alphabets gehen bis in das 7. Jahrhundert v. Chr. zurück. Es besteht aus 22 Zeichen, die ursprünglich nur Konsonanten darstellen, von denen einige später als Matres lectionis auch zur Andeutung von Vokalen genutzt wurden.
Schrift und Sprache des Hebräischen unterscheiden sich nicht wesentlich von der heutigen offiziellen Schriftsprache Israels, dem Iwrit. Neben einer Druckschrift werden für das alltägliche Schreiben Kursivbuchstaben verwendet.

#### Arabische Schrift
Die ersten arabischen Inschriften werden auf 512/513 n. Chr. datiert, die Verbreitung der Schrift begann aber erst, als die Nachfolger des Religionsstifters Mohammed den Koran niederschrieben. Mit der Flucht des Propheten nach Medina beginnt im Jahr 622 n. Chr. die moslemische Zeitrechnung und mit der Verkündung der Worte Mohammeds durch seine Nachfolger verbreitet sich auch die arabische Schrift.
Siehe auch: Geschichte der arabischen Schrift, arabische Schrift, arabisches Alphabet, kufi, nastaliq, naschi, pehlevi, thuluth, alefba

## Afrika südlich der Sahara

### Äthiopische Schrift
Eine afrikanische Schrift mit längerer Tradition ist die äthiopische Schrift, eine Abugida-Silbenschrift, die sich aus dem Altsüdarabischen entwickelte und für verschiedene Sprachen Äthiopiens verwendet wird.

### Lokale Schriftarten
Die Nsibidi-Schrift besteht aus Logogrammen und Piktogrammen, aber auch ganz eigenen Zeichen des Igbovolkes im Südosten Nigerias. Erstmals erfunden wurde die Schrift von den Frauen der Crossriver Frauen weiter im Süden.
Weitere afrikanische Schriften wie Vai, Mende, Bassa Vah, Kpelle, Bété, N’Ko (in Westafrika), Osmaniya (für Somali) oder Mandombe (Demokratische Republik Kongo, Angola) bzw. Mwangwego (Malawi) wurden im 19. und 20. Jahrhundert entwickelt, um die Verschriftung bis dahin nur mündlich überlieferter Sprachen zu ermöglichen und zu fördern.
Das Afrika-Alphabet ist eine Erweiterung des lateinischen Alphabets mit Sonderzeichen, die die Eigenheiten afrikanischer Sprachen besser erfassen sollen.

## Europa und Nordasien
Ausgangspunkt der meisten europäischen Schriften ist die griechische Schrift (Alphabetschrift), aus der sich die lateinische Schrift, die kyrillische Schrift und letzten Endes auch die Runenschrift entwickelte.

### Griechische Schrift
Aufgrund der unterschiedlichen Struktur semitischer und indoeuropäischer Sprachen hinsichtlich der Rolle der Vokale haben die Griechen bei Übernahme der phönizischen Schrift um 800 v. Chr. dann einige von ihnen nicht benötigten Konsonanten verwendet, um stattdessen mit diesen Zeichen Vokale zu schreiben. Sie übernahmen aber noch die semitischen Buchstabennamen (Alpha, Beta, Gamma …), deren Verwendung die Etrusker und in ihrer Folge die Römer aufgaben (a, be, ce …).
Siehe auch: Bustrophedon, Alphabet, Linear A, koptische Schrift

### Lateinische Schrift
Die lateinische Schrift ist ursprünglich das von den Römern zur Schreibung der lateinischen Sprache verwendete Alphabet und stammt von der etruskischen Schrift ab, das wiederum sich aus einem westgriechischen Alphabet entwickelt hatte. Die Römer übernahmen zunächst 21 Buchstaben. Zur Zeit des klassischen Lateins und in der Spätantike bestand das Alphabet aus 23 Buchstaben. Die Zahl von 26 Buchstaben wurde erst in der Renaissance erreicht.
Besonderheiten, die sich in der lateinischen Schrift herausbildeten, wurden nach und nach von anderen Schriftsystemen übernommen. Die Unterscheidung zwischen Groß- und Kleinbuchstaben (Majuskeln und Minuskeln) kam erst mit der Renaissance auf, als die Humanisten die lateinischen Texte in karolingischen Minuskeln lasen und die Inschriften auf den altrömischen Monumenten vor Augen hatten.
Abstände zwischen den einzelnen Wörtern gibt es aber zum Beispiel im Chinesischen und vielen anderen Schriften nicht.
Siehe auch: Capitalis, Unziale, Textura, Fraktur, Kursive, Antiqua

### Runen
Runen sind die Schriftzeichen der Germanen. Sie wurden in Holz, Knochen und Metall geritzt sowie in Stein eingemeißelt. Die älteste Runenreihe, deren Zeichen mit dem Kamm von Vimose seit 150 n. Chr. erstmals sicher nachweisbar sind, hat 24 verschiedene Zeichen. Diese Runenreihe, deren älteste erhaltene vollständige Übersicht von etwa 400 n. Chr. stammt (Kylverstein), wird gemäß der Aneinanderreihung der sechs Anfangsbuchstaben Futhark genannt. In den späteren Jahrhunderten wurden auf Grundlage des 24er Futharks regional weitere Runenreihen mit jeweils einer anderen Zeichenanzahl und teilweise anderen Zeichen entwickelt.

### Georgische Schrift
Das georgische Alphabet umfasst 33 Buchstaben und jeder Buchstabe entspricht einem Phonem. Es hat als Schrift- und Literatursprache eine lange Tradition, so stammen die ältesten Beispiele der georgischen Schrift aus dem 4. oder 5. Jahrhundert. Die Anordnung der Buchstaben im Alphabet entspricht der Reihenfolge des griechischen Alphabets, obwohl die Buchstaben keine Abwandlungen der griechischen Schrift sind. Am Ende des georgischen Alphabets befinden sich alle Laute, die im Altgriechischen keine Entsprechung haben. Die Schreibrichtung der georgischen Schrift ist von links nach rechts.

### Armenische Schrift
Das armenische Alphabet umfasst heute 39 Buchstaben. Es entstand im 5. Jahrhundert aus dem griechischen Alphabet, weist aber auch Einflüsse der syrischen, der aramäischen und der äthiopischen Schrift auf.
Der Schreibstil gleicht dem anderer in Europa verwendeten Schriften: Rechtsläufigkeit, Markierung der Wortgrenze durch Leerzeichen, sowie Groß- und Kleinbuchstaben.

### Ogham
Die Ogham- oder (altirisch) Ogam-Schrift (irisch ['oɣam]) wurde in Irland und einigen westlichen Teilen Britanniens bzw. Schottlands (schottisch-gälisch Oghum) vorwiegend vom 5. bis 7. Jahrhundert dazu benutzt, an den Kanten von Steinen oder auf anderem Trägermaterial kurze Texte, in den meisten Fällen Personennamen, anzubringen.

### Alttürkische und altungarische Schrift
Die altungarische Schrift wurde im Frühmittelalter vor Einführung der lateinischen Schrift zur Verschriftung des Ungarischen verwendet. Wegen ihres Aussehens wird sie gelegentlich auch als „ungarische Runen“ bezeichnet, es besteht jedoch keine Verbindung zu den germanischen Runen. Sie verläuft von rechts nach links und ist möglicherweise mit der alttürkischen Schrift verwandt, die ihre Wurzeln wie die meisten europäischen und westasiatischen Alphabete in der phönizischen Schrift hat.

### Glagolitische und kyrillische Schrift
Um das Jahr 863 sollten von zwei Gelehrten, den Brüdern Konstantinos (827–869) und Methodios (815?–885), im Auftrag des byzantinischen Kaisers zur Vorbereitung der moravisch-pannonischen Slawenmission Kirchenbücher ins Slawische übersetzt werden. Zu diesem Zweck entwickelte Konstantinos eine neue Schrift, die (später) sogenannte glagolitische Schrift. 
Als um 893 in Bulgarien auf der Basis der griechischen Majuskeln unter Heranziehung spezifisch slawischer Elemente der eine neue slawische Schrift geschaffen wurde, erhielt diese in Erinnerung an den Klosternamen des Konstantinos (Kyrill) fälschlich den Namen kyrillische Schrift.
Siehe auch: Kirchenslawisch, slawische Sprachen, russische Sprache, belarussische Sprache, ukrainische Sprache, serbische Sprache

## Südasien

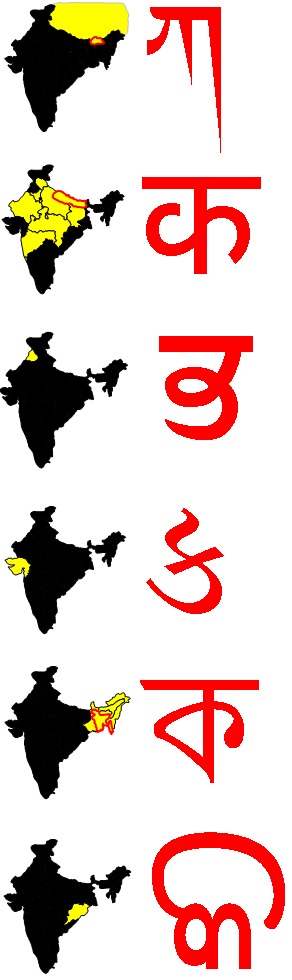
Die Silbe ka in nordindischen Schriften, von oben: Tibetisch, Devanagari, Gurmukhi, Gujarati, Bengali und Oriya

Ausgehend von der altindischen Brahmi-Schrift bildeten sich in der gesamten Region Abugidas heraus. Die bekannteste dieser Schriften ist die Devanagari-Schrift („Schrift der göttlichen Stadt“), in der Sanskrit geschrieben wurde. Gemeinsamkeit aller dieser Schriften ist, dass sie alle mindestens einen inhärenten Vokal aufweisen. Soll ein anderer Vokal folgen, wird dies durch diakritische Zeichen über, unter oder neben der Silbe angezeigt. Die Form der Zeichen ändert sich mit dem verwendeten Schreibmaterial: Lassen die Birkenrinden in Nordindien gerade Linien zu, würden diese die in Südindien verwendeten Palmblätter spalten. Die Eckpunkte dieser Entwicklung sind die Devanagari-Schrift, bei der alle Silben an einer Linie wie an einer Wäscheleine aufgehängt sind, und die birmanische Schrift, die im Wesentlichen aus Kreisen besteht.

### Indische Schriften
Alle indischen Abugidas besitzen den inhärenten Vokal [⁠a⁠].

#### Nordindische Schriften
Sie werden in folgenden Sprachen verwendet:
- Die tibetische Schrift (China-Tibet) ist von der Devanagari-Schrift abgeleitet, wirkt aber im Schriftbild enger und spitzer. Von ihr leitet sich die Passepa-Schrift der Mongolen ab.
- Nepalesisch (Nepal, in Devanagari)
- Panjabi und die religiösen Schriften der Sikh-Religion wird in der Gurmukhi (guru = Lehrer + mukhi = Mund) geschrieben
- Hindi (offizielle indische Staatssprache, geschrieben in Devanagari)
- Gujarati (Bundesstaat Gujarat, die Heimat Mahatma Gandhis; die Schrift ähnelt der Devanagari, hat aber nicht deren charakteristische Oberlinie)
- Bengalisch (Bangladesch und Bundesstaat Westbengalen) ähnelt der Devanagari-Schrift, ist aber vom Schriftbild her weniger kantig
- Oriya (Bundesstaat Orissa) ähnelt den nordindischen Schriften in der Struktur, aber nicht so sehr in der Form.

#### Südindische Schriften

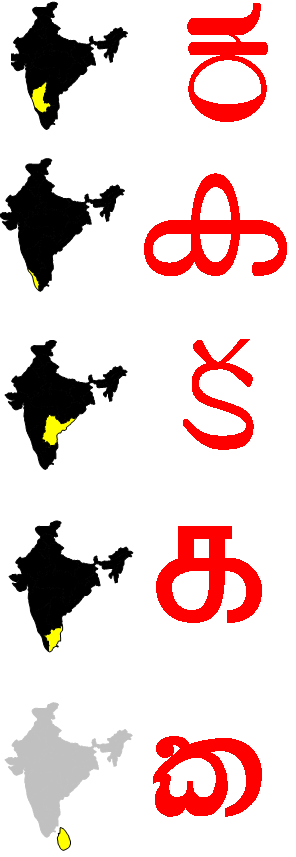
Die Silbe ka in südindischen Schriften, von oben: Kannada, Malayalam, Telugu, Tamil, Sinhala

Sie werden in folgenden Sprachen verwendet:
- Kannada-Schrift (Kanaresisch, eng verwandt mit der Telugu-Schrift)
- Malayalam-Schrift (Bundesstaat Kerala)
- Telugu-Schrift (Bundesstaat Andhra Pradesh; von der kanaresischen Schrift nicht leicht zu unterscheiden)
- tamilische Schrift (Bundesstaat Tamil Nadu, Singapur und Sri Lanka)
- singhalesische Schrift (Sri Lanka)

### Südostasiatische Schriften
Südostasiatische Schriften sind Anpassungen indischer Abugidas an andere, sehr verschiedliche Sprachen. Sie unterscheiden sie sich in ihrer Funktionsweise oft beträchtlich von indischen Schriften und auch untereinander.

#### Birmanische Schrift
Die birmanische Schrift (Myanmar) ähnelt den südindischen Schriften von ihren abgerundeten Formen her, hat aber im Gegensatz zu den südindischen Schriften sieben Vokale und unterscheidet drei Tonhöhen, was das Vokalsystem erheblich komplizierter macht.

#### Khmer-Schrift
Die Konsonantenbuchstaben der Khmer-Schrift (Khmer, Kambodscha, Kampuchea) sind in zwei Gruppen mit jeweils einem anderen inhärenten Vokal eingeteilt, die sich auf die Aussprache der Vokalzeichen auswirken. Dies macht es möglich, die sehr hohe Anzahl verschiedener Vokale und Diphthonge der Khmer-Sprache mit dem vorhandenen Zeichenvorrat zu schreiben.

#### Thailändische Schrift
Die thailändische Schrift (Thailand) stammt von der Khmer-Schrift ab und hat keine eigenständigen Zeichen für Vokale. Alle Konsonanten sind in drei Gruppen eingeteilt und besitzen den inhärenten Vokal [⁠o⁠]. Thai ist eine Tonsprache mit fünf verschiedenen, Bedeutung gebenden Betonungen. Die Betonung einer geschriebenen Silbe ergibt sich aus deren Zeichenzusammensetzung.

#### Laotische Schrift
Die laotische Schrift (Laos) ist der Thai-Schrift sehr ähnlich, besitzt jedoch weniger Zeichen als diese.

#### Philippinische Schriften
Es existieren auf den Philippinen vier verschiedene native Schriftsysteme. Das aus Luzón stammende Baybayin wurde von zentralphilippinischen ethnischen Minderheiten zu Buhid, Hanunó'o und Tagbanwa weiterentwickelt. All diese Systeme sind Abugidas mit dem inhärenten Vokal [⁠a⁠]. Zudem besitzen sie allesamt drei Vokale, unterscheiden keine Tonhöhen und sind, außer der kolonialen Version des Baybayin, nicht in der Lage, alleinstehende Konsonanten darzustellen. Baybayin selbst leitet sich von der Kawi-Schrift ab.

## Ostasien
Dieser Bereich umfasst im Wesentlichen die chinesische Schriftzeichen (Hanzi), die japanische Schrift (Kana und Kanji) sowie die koreanische Schrift (koreanisches Alphabet und Hanja). Die chinesische Schrift verbreitete sich nach Korea und von dort aus nach Japan, beides Länder mit völlig anders gearteten Sprachen. Außerdem führte in beiden Ländern die Übernahme der fremden Schrift dazu, dass für die meisten Zeichen die originale Aussprache der koreanischen bzw. japanischen Wörter beibehalten wurden, aber mit den chinesischen Schriftzeichen auch die chinesische Aussprache übernommen wurde.

### Chinesische Schrift

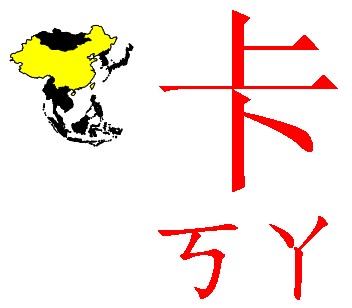
Die Silbe ka in chinesischer Schrift und Bopomofo

Ein chinesisches Schriftzeichen repräsentiert grundsätzlich ein einsilbiges Morphem der Sprache. Es handelt sich also um keine Silbenschrift, denn das Zeichen codiert die Bedeutung der Silbe, nicht ihre Aussprache. Gleichlautende Silben unterschiedlicher Bedeutung werden unterschiedlich geschrieben.
Schriftzeichen werden in China in sechs Kategorien eingeteilt:
1. Piktogramme, z. B. 山 für Berg.
2. Ideogramme, z. B. 一 „eins“, 二 „zwei“ und 三 „drei“.
3. Zusammengesetzte Symbole, z. B. 女 „Frau“ + 子 „Kind“ = 好 = „gut“.
4. Phonogramme, die aus einem laut- und einem bedeutungsandeutenden Zeichen zusammengesetzt sind, z. B. 媽 / 妈 (mā, „Mutter“). Die rechte Komponente 馬 / 马 (mǎ, „Pferd“) gibt die Aussprache an, während die linke Komponente 女 (nǚ, „Frau“) den Hinweis auf die Bedeutung gibt.
5. Entlehnungen, die wegen gleichen Lauts mit geringer Modifikation für eine andere Bedeutung verwendet werden.
6. Synonyme.

Die Mehrzahl der chinesischen Schriftzeichen gehört der Kategorie Phonogramme an und setzt sich aus einem begrifflichen, sinnbestimmenden Element und einem lautlichen Element (Deuter-Lauter) zusammen, das einen Hinweis auf die Aussprache gibt. Solche Zeichen werden typischerweise zur Codierung neuer Worte verwendet. Dennoch ist es normalerweise nicht möglich, ohne Kenntnis des Wortes und seiner Codierung auf Bedeutung oder Aussprache des Zeichens zu schließen.
Die Schreibrichtung war historisch von oben nach unten. Diese Spalten wurden dann von rechts nach links geschrieben, motiviert durch Verwendung des Pinsels als Schreibwerkzeug für Rechtshänder. Durch Kontakt mit der Lateinischen Schrift und Verwendung anderer Schreibwerkzeuge wird heute auf dem Festland im Alltag normalerweise von links nach rechts geschrieben und die Zeilen von oben nach unten angeordnet. Für Kalligraphie oder besondere Hervorhebungen im Schriftsatz wird aber immer noch die klassische Schreibrichtung verwendet.
1956 wurden in der Volksrepublik China aus verschiedenen Handschriften entwickelte einfachere Varianten chinesischer Schriftzeichen standardisiert und zur Norm in der Alltagsschrift erklärt, die so genannten Kurzzeichen, die später auch in Singapur angenommen wurden. Die ursprünglichen, komplexeren Langzeichen mit in der Regel mehr Strichen werden im Alltag nur noch auf Taiwan, in Hongkong, Macau und von Überseechinesen im Ausland verwendet, für Kalligraphie oder besondere Hervorhebungen auch in der VR China.

### Japanische Schrift

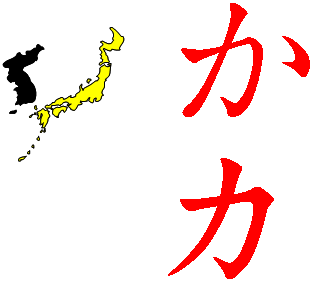
Die Silbe ka in den japanischen Schriften Hiragana und Katakana

Die japanische Schrift besteht im Wesentlichen aus drei Schriftsystemen, den chinesischen Kanji-Zeichen, der Hiragana- und der Katakana-Silbenschrift. Während es sich bei Chinesisch um eine isolierende Sprache handelt, bei der jedes Wort in jedem Zusammenhang unverändert bleibt, sind Koreanisch und Japanisch agglutinierende Sprachen, bei denen Endungen und Partikeln eine große Bedeutung haben. Dies führte dazu, dass sich in Japan zwei Silbenalphabete (Kana) herausbildeten, Katakana für Fremdwörter (ursprünglich in buddhistischen Texten) und Hiragana für japanische Partikeln und grammatikalische Endungen.

#### Kanji
Es existieren in der chinesischen wie auch in der japanischen Lesart etwa 3600 verschiedene Schriftzeichen des Kanji (漢字). Seit 1981 gibt es ministerielle Richtlinien, so dass heute 2136 Kanji in der Schule gelehrt und in Veröffentlichungen benutzt werden. Kanji werden für Verben, Adjektive und Substantive verwendet.
Was das Lesen von japanischen Texten mit Kanji so enorm schwierig macht, sind die verschiedenen Lesungen für das gleiche Schriftzeichen.
Man unterscheidet hier im Japanischen zwischen der Kun-Lesung (japanische Lesung) und der On-Lesung (sino-japanische Lesung; On = Laut).
In der Regel besitzt jedes Zeichen mindestens eine On- und Kun-Lesung, wobei sehr viele Zeichen mehrere Kun-Lesungen besitzen (mehrere On-Lesungen sind vergleichsweise selten).

#### Hiragana
Hiragana (ひらがな), die runde japanische Silbenschrift, wird vorwiegend für Partikeln und Endungen verwendet.

#### Katakana
Katakana (カタカナ), die eckige japanische Silbenschrift, wird vorwiegend für Fremdwörter (heute meistens aus dem Englischen) verwendet.

#### Rōmaji
Rōmaji ist die Bezeichnung für die Übertragung japanischer Schriftzeichen in das lateinische Alphabet. Der Begriff setzt sich aus den Kana ローマ für römisch und dem Kanji 字 für Zeichen zusammen. Rōmaji (ローマ字) wird vorwiegend in den Naturwissenschaften (z. B. in der Chemie) verwendet.

### Koreanische Schrift

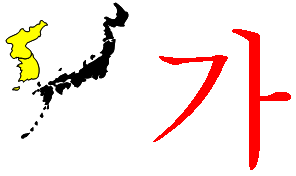
Die Silbe ka in koreanischer Schrift

Die koreanische Schrift ist eine Buchstabenschrift der besonderen Art. Sie ahmt die quadratische Form der chinesischen Schriftzeichen nach, gibt aber sämtliche Laute der koreanischen Sprache wieder. Korea führte unter König Sejong eine Alphabetschrift ein, die in Nordkorea die chinesischen Schriftzeichen (漢字, Hanja) ganz und in Südkorea zum größten Teil verdrängt hat. Zur Erinnerung an diese Erfindung wurde der 9. Oktober zum Hangeul-Tag. 1446 stellte König Sejong das neuerfundene koreanische Alphabet vor. Damals wurde das koreanische Alphabet Hunmin Jeongeum (訓民正音) oder »die richtigen Laute zur Unterweisung des Volkes« genannt. Das koreanische Alphabet ist unter den Schriftsystemen der Welt einzigartig, da es zu einem bestimmbaren Zeitpunkt von konkreten Personen und ohne Einfluss von außen erfunden wurde. Weiterhin ist es durch ein erklärendes Werk verbreitet worden. Das Alphabet hatte ursprünglich über 28 Buchstaben. Nachdem später einige von ihnen nicht mehr verwendet wurden, besteht es heute aus 14 Konsonanten und 10 Vokalen. Das Hunmin Jeongeum wurde zum Nationalgut Nr. 70 erklärt und 1997 in die Liste der UNESCO-Weltdenkmäler aufgenommen.

## Ozeanien
Auf der zu Chile gehörenden Osterinsel wurde eine einzigartige kultische Schrift entwickelt, die Rongorongo genannt wird. Sie konnte bis heute nicht entziffert werden.

## Amerika
In Mittel-, Süd- und Nordamerika haben sich unterschiedliche Schriftsysteme herausgebildet, die meisten davon vor der Kolonialzeit.

### Maya und Azteken
Ein Beispiel einer unabhängigen Schrifterfindung ist die mittelamerikanische Schrift der Maya, mit der sich alles, was gesprochen wurde, auch schriftlich wiedergeben ließ. Bei dem Schriftsystem der Azteken handelt es sich dagegen nicht um eine Vollschrift.
Siehe auch: Maya-Schrift, Maya-Kalender, Maya-Ziffern, Vigesimalsystem, Diego de Landa, Olmeken#Schrift

### Inka
Die Quipus (khipu) der peruanischen Inkas sind nicht als Vollschrift anzusehen, denn bei der Knotenschrift handelt es sich lediglich um eine Zahlenschrift für die Buchhaltung.

### Cherokee
Neueren Datums ist die Silbenschrift der Cherokees. Der Analphabet Sequoyah (ihm zu Ehren haben die Mammutbäume ihren wissenschaftlichen Namen Sequoiadendron giganteum) schuf für den Stamm der Cherokee eine Silbenschrift, die sich rasch durchsetzte und sogar heute noch verwendet wird.

### Cree
Die als Cree-Schrift bekannte Schrift der Cree-Indianer wurde von dem Missionar James Evans entwickelt und ist ebenfalls eine Silbenschrift, die allerdings keine lateinischen Buchstaben verwendet, sondern bei der durch eine Drehung der einzelnen Elemente die Darstellung verschiedener Silben möglich ist. Diese Schrift wird heute auch von den kanadischen Inuit für ihre Sprache Inuktitut verwendet.